# Barbara Feldon
Barbara Anne Hall (Bethel Park, Pennsilvània, 12 de març de 1933), més coneguda com a Barbara Feldon, és una actriu nord-americana. El seu paper més destacat va ser el de l'Agent 99 en la comèdia dels anys 60 El Superagent 86.

## Biografia
Va estudiar en l'Institut Bethel de Pennsylvania i en 1955 es va graduar en drama per la Universitat Carnegie-Mellon. En finalitzar els seus estudis es va traslladar a Nova York on va exercir diversos treballs com a model i ballarina en obres de Broadway (com a Ziegfeld Girl en el Ziegfeld Folies revival el 1957). Va fer una parodia en un anunci per a la televisió de "Top Brass", una pomada pel cabell per a homes de Revlon. Va guanyar el gran premi al programa "The $ 64,000 Question" en la categoria de William Shakespeare.

### Carrera
Després d'aparèixer en diversos espots publicitaris que la van fer popular, en 1963 va debutar com a actriu al programa "The Dupont Show". A mitjan 60 va aparèixer en episodis de les sèries "East Side/West Side", "Flipper" i "L'agent de CIPOL".
En 1965 va arribar el seu cop de sort amb la sitcom "Superagent 86". La sèrie creada per Mel Brooks era una divertida paròdia de les històries d'espies tan de moda en els 60 gràcies a James Bond. El seu protagonista era l'Agent 86 Maxwell Smart (Don Adams), un agent secret de l'agència C.O.N.T.R.O.L. que malgrat la seva ineptitud i malaptesa, sempre tenia la sort de vèncer els vilans de torn. El paper de Barbara Feldon era el de la seva companya, la sexy Agent 99, que amb el temps es convertiria en la seva esposa en la ficció. La sèrie va ser un gran èxit i es va mantenir en antena durant 5 temporades, finalitzant en 1970. Gràcies a aquest paper Barbara es va convertir en una de les actrius més atractives de la pantalla petita i per la seva interpretació va rebre dues nominacions als premis Emmy en 1968 i 1969, dins de la categoria de Millor actriu de comèdia.
En 1971 va seguir vinculada a la comèdia televisiva amb la sèrie "The Marty Feldman Comedy Machine" i en 1974 va presentar al costat de Jackie Cooper el programa "The Dean Martin Comedy World". Durant aquesta dècada també va ser actriu convidada en les sèries "Centre mèdic" i "McMillan i la seva esposa". En 1975 va actuar en la pel·lícula "Smile" i un any més tard va intervenir en el llargmetratge familiar "No Deposit, No Return".
A la fi dels 70 i durant els anys 80 va protagonitzar diversos telefilms com "The Four of Us" (1977), "A Guide for the Married Woman" (1978), "Sooner or Later" (1979), "Children of Divorce (1980), "The Unforgivable Secret (1982) o "Secrets" (1986). En 1987 va ser la narradora del programa "Square One TV".
Encara que en 1980 no va intervenir en la versió cinematogràfica de "Superagent 86" titulada "L'absurd Superagent 86", en 1989 va tornar a ser l'Agent 99 en el telefilm "Get Smart, Again!", on es va retrobar amb el seu amic Don Addams. En 1995 va haver-hi un intent fallit per ressuscitar aquesta sèrie amb "Get Smart, Again!", una sitcom que va ser un fracàs d'audiència i va desaparèixer de la programació després de 7 episodis. En la dècada dels 90 va fer col·laboracions especials en "Cheers" i "Boig per tu" i en 1992 va ser narradora de la sèrie documental "Dinosaurs".
En 1995 va protagonitzar el xou "Love for Better or Verse" en el "York Theatre" de Nova York i en 1997 es va retirar de la interpretació després d'aparèixer en un episodi de la sitcom "Chicago Sons". En dates recents ha tornat a col·laborar en diversos espots publicitaris i en 2003 va escriure el llibre d'autoajuda "Living Alone and Loving It". A més a més ha realitzat diverses lectures de poesia i prosa per tota la geografia nord-americana. En 2006 va rodar un nou film titulat "The Last Request". Li agrada dedicar el seu temps lliure a la decoració d'interiors i en el personal ha estat casada en dues ocasions: Primer amb Lucien Verdoux-Feldon (1958-1967) i després amb el productor Burt Nodella (1968-1979), i té una filla, Patrícia.

## Filmografia
- 1965-1970: Superagent 86 (Get Smart): Connie Barker
- 1967: Fitzwilly: Juliet Nowell amb Dick Van Dyke
- 1973: Angoisse (sèrie) (Thriller): Jenny Frifth
- 1975: Smile: Brenda
- 1975: Let's_Switch! amb Barbara_Eden
- 1976: No_Deposit,_No_Return: Carolyn
- 1979: A Vacation in Hell amb Maureen McCormick i Priscilla Barnes
- 1989: Get Smart, Again!
- 1995: Get Smart: Connie Barker
- 2006: The Last Request amb Danny Aiello i Joe Piscopo

## Premis i nominacions
| Any  | Categoria                                         | Premi                     | Pel·lícula/Sèrie | Resultat |
| ---- | ------------------------------------------------- | ------------------------- | ---------------- | -------- |
| 1968 | Primetime Emmy a la millor actriu en sèrie còmica | Screen Actors Guild Award | Get smart        | Nominada |
| 1969 | Primetime Emmy a la millor actriu en sèrie còmica | Screen Actors Guild Award | Get smart        | Nominada |